# 牛島滕六
牛島 滕六（うしじま とうろく、1872年〈明治5年6月24日〉 - 1952年〈昭和27年〉9月11日）は、明治から昭和にかけての日本の俳人。本名は虎之助。
俳誌『時雨』の主宰として、戦前の北海道俳壇における重鎮の地位にあった。

## 経歴
1872年（明治5年）、福岡県久留米市に生まれる。
1891年（明治24年）、屯田兵として東永山兵村へ移住する。
1897年（明治30年）、北海道庁の鉄道敷設事業手として旭川へ赴任する。このころから雪村の雅号で河東碧梧桐選の俳誌『活文壇』に投稿していた。
1900年（明治33年）、札幌の吉見香漣・祝鱸江らとともに俳誌『白雪』を発行するが、8号で廃刊となる。
1902年（明治35年）、俳句結社「若葉吟社」を興し、俳誌『若葉』を4号まで発行する。のちに結社は「北星吟社」へと移り変わった。また、このころ東京の内藤鳴雪を訪ねて師事している。
1907年（明治40年）、留萠鉄道建設準備のため、深川へ転勤する。河東碧梧桐が北海道行脚に来た折は旭川まで出迎え、宮越屋旅館で藤森氷魚らと小句会を開いたのち、深川の自宅に招いて一泊してから、札幌の句会まで行動を共にした。
1911年（明治44年）、鳥取県米子の鉄道出張所へ転勤する。ここで天野宗軒らとの知遇を得た。
それから札幌に転居し、小樽新聞俳壇の選者として5か年にわたり活動する。当時の札幌には、北海タイムス俳壇を担当する青木郭公や、新傾向派の小笠原洋々らがおり、滕六にとってはライバル的存在だった。
1923年（大正12年）2月、『時雨』を創刊する。これは北海道内初の本格的な俳誌として話題になったが、その刊行が順調であったとは言えず、何度か休刊を繰り返した。
1931年（昭和6年）、『時雨』は4年ぶりに復刊を遂げるが、このころになると滕六は『時雨』への情熱を失っていた。1933年（昭和8年）と1936年（昭和11年）の2度にわたり、滕六は息子を頼るかたちで満州へと渡航する。そして3度目となる1937年（昭和12年）、滕六は満州より手紙を通じて『時雨』からの離脱を宣言した。これに応えて、札幌在住編集同人の藤森氷魚・大島扶老竹・長谷部虎杖子・高野草雨が発表した「廃刊の辞」によると、滕六が宗教団体「ひとのみち」に傾倒していったことが、周囲との不和を生む主因であったと思われる。
1947年（昭和22年）、大陸から引き揚げてきた滕六は、俳誌への復帰を期して札幌の長谷部虎杖子を訪ねた。それから道内各地を行脚したが、返り咲きを果たせぬままに1952年（昭和27年）、帯広の牛島介山宅にて死去した。